# Lista de clubes de futebol que nunca foram rebaixados em competições nacionais
Vários clubes de futebol jogam no mais alto nível de uma liga ou federação sem nunca terem sido rebaixados  para as diferentes divisões dessas competições. Há também os casos de clubes que, apesar de terem disputado divisões inferiores, nunca foram rebaixados por nenhuma divisão masculina. 
Esta página visa listar uma relação destes clubes e também o ano em que iniciaram suas respectivas estadias. Clubes que nunca caíram no formato atual de suas ligas mas já caíram em formatos anteriores não serão listados aqui, como o Ajax, da Holanda, e o Bayern de Munique, da Alemanha. Também não serão listados os times que apesar de nunca terem caído em seu país atual, já caíram em outro país, como o Union Berlin, que apesar de nunca ter sido rebaixado da Bundesliga, já foi rebaixado no campeonato da Alemanha Oriental, assim como o Shaktar Donetsk que também já foi rebaixado no Campeonato Soviético de Futebol.

## Nunca foram rebaixados da elite nacional
Esta seção lista os clubes que nunca foram rebaixados da principal divisão do futebol masculino local.
| Clube                       | País                 | a partir de |
| --------------------------- | -------------------- | ----------- |
| Aberdeen                    | Escócia              | 1905        |
| Águilas Doradas             | Colômbia             | 2011        |
| Al-Ahly                     | Egito                | 1948        |
| Alajuelense                 | Costa Rica           | 1921        |
| Alianza Petrolera           | Colômbia             | 2013        |
| América                     | México               | 1943        |
| APOEL                       | Chipre               | 1934        |
| Apollon Limassol            | Chipre               | 1957        |
| Asteras Tripolis            | Grécia               | 2007        |
| Athletic Bilbao             | Espanha              | 1928        |
| Atlético Nacional           | Colômbia             | 1948        |
| Augsburg                    | Alemanha             | 2011/12     |
| Austria Viena               | Áustria              | 1911        |
| Barcelona                   | Espanha              | 1928        |
| Barcelona SC                | Equador              | 1957        |
| Benfica                     | Portugal             | 1934        |
| Beşiktaş                    | Turquia              | 1959        |
| Boca Juniors                | Argentina            | 1913        |
| Caracas                     | Venezuela            | 1985        |
| Cerro Porteño               | Paraguai             | 1913        |
| Celtic                      | Escócia              | 1890        |
| Chivas Guadalajara          | México               | 1943        |
| Cliftonville                | Irlanda do Norte     | 1890        |
| Colo-Colo                   | Chile                | 1933        |
| Cruz Azul                   | México               | 1964        |
| Defensa y Justicia          | Argentina            | 2014        |
| Deportivo Cali              | Colômbia             | 1912        |
| Deportivo La Guaira         | Venezuela            | 2009/10     |
| Deportivo Táchira           | Venezuela            | 1975        |
| Dinamo de Kiev              | Ucrânia              | 1992        |
| Dinamo Zagreb[a]            | Croácia              | 1946        |
| Dungannon Swifts            | Irlanda do Norte     | 2003        |
| ENPPI                       | Egito                | 2002        |
| Tala'ea El Gaish            | Egito                | 2004        |
| Fenerbahçe                  | Turquia              | 1959        |
| Flamengo                    | Brasil               | 1964        |
| F91 Dudelange               | Luxemburgo           | 1992/93     |
| Galatasaray                 | Turquia              | 1959        |
| Glentoran                   | Irlanda do Norte     | 1890        |
| Guaraní                     | Paraguai             | 1906        |
| Hajduk Split[a]             | Croácia              | 1946        |
| Hibernians                  | Malta                | 1937        |
| Herediano                   | Costa Rica           | 1921        |
| Hoffenheim                  | Alemanha             | 2008/09     |
| Internazionale              | Itália               | 1909        |
| Independiente del Valle     | Equador              | 2010        |
| Krasnodar                   | Rússia               | 2011        |
| La Equidad                  | Colômbia             | 2007        |
| Levski Sofia                | Bulgária             | 1937        |
| Linfield                    | Irlanda do Norte     | 1890        |
| Ludogorets Razgrad          | Bulgária             | 2011        |
| Maccabi Tel Aviv            | Israel               | 1950        |
| Marathón                    | Honduras             | 1965        |
| Millonarios                 | Colômbia             | 1948        |
| Mladá Boleslav              | Chéquia              | 2004        |
| Motagua                     | Honduras             | 1965        |
| Nacional                    | Uruguai              | 1901        |
| Olimpia                     | Honduras             | 1965        |
| Olimpia                     | Paraguai             | 1906        |
| Olympiakos                  | Grécia               | 1959        |
| Omonia Aradippou            | Chipre               | 1953        |
| Oriente Petrolero           | Bolívia              | 1977        |
| PAOK                        | Grécia               | 1959        |
| Panathinaikos               | Grécia               | 1959        |
| Peñarol                     | Uruguai              | 1900        |
| Pérez Zeledón               | Costa Rica           | 1991        |
| Porto                       | Portugal             | 1934        |
| Pumas UNAM                  | México               | 1962        |
| Rapid Wien                  | Áustria              | 1911        |
| Real Madrid                 | Espanha              | 1928        |
| Real España                 | Honduras             | 1965        |
| St. Patrick's Athletic      | Irlanda              | 1951        |
| Santa Fe                    | Colômbia             | 1948        |
| Santos Laguna               | México               | 1968        |
| FC Santa Coloma             | Andorra              | 1994        |
| São Paulo                   | Brasil               | 1967        |
| Saprissa                    | Costa Rica           | 1949        |
| Slaven Belupo Koprivnica[a] | Croácia              | 1997        |
| Slovan Liberec              | Chéquia              | 1993        |
| Smouha                      | Egito                | 2010        |
| Sport Huancayo              | Peru                 | 2009        |
| Sporting                    | Portugal             | 1934        |
| Sporting Cristal            | Peru                 | 1956        |
| The Strongest               | Bolívia              | 1977        |
| Tijuana                     | México               | 2011        |
| Toluca                      | México               | 1953        |
| Universitario               | Peru                 | 1928        |
| Utrecht                     | Países Baixos        | 1970        |
| Vida                        | Honduras             | 1965        |
| Wolfsberger                 | Áustria              | 2012        |
| Zamalek                     | Egito                | 1948        |
| Zrinjski Mostar             | Bósnia e Herzegovina | 2000        |

| Clube                   | País      | a partir de |
| ----------------------- | --------- | ----------- |
| ABB                     | Bolívia   | 2025        |
| Alanyaspor              | Turquia   | 2016/17     |
| Anzoátegui FC           | Venezuela | 2025        |
| AVS                     | Portugal  | 2024/25     |
| Barracas Central        | Argentina | 2022        |
| Boston River            | Uruguai   | 2016        |
| Los Chankas             | Peru      | 2024        |
| Casa Pia                | Portugal  | 2022/23     |
| Central Córdoba         | Argentina | 2019        |
| Ceramica Cleopatra      | Egito     | 2021        |
| Deportivo Riestra       | Argentina | 2024        |
| Eyüpspor                | Turquia   | 2024/25     |
| Future                  | Egito     | 2021/22     |
| Gaziantep               | Turquia   | 2019/20     |
| General Caballero (JLM) | Paraguai  | 2022        |
| GV San José             | Bolívia   | 2024        |
| Hartberg                | Áustria   | 2018        |
| Heidenheim              | Alemanha  | 2023/24     |
| Independiente Rivadavia | Argentina | 2024        |
| Juan Pablo II College   | Peru      | 2025        |
| Libertad-EQU            | Equador   | 2023        |
| LNZ Cherkasy            | Ucrânia   | 2023/24     |
| Kudrivka                | Ucrânia   | 2025/26     |
| Machida Zelvia          | Japão     | 2024        |
| Mirassol                | Brasil    | 2025        |
| National Bank           | Egito     | 2020/21     |
| Orense                  | Equador   | 2020        |
| Pharco                  | Egito     | 2021/22     |
| Polissya Zhytomyr       | Ucrânia   | 2023/24     |
| Puerto Cabello          | Venezuela | 2018        |
| RB Leipzig              | Alemanha  | 2016/17     |
| Real Tomayapo           | Bolívia   | 2021        |
| CDT Real Oruro          | Bolívia   | 2025        |
| Rukh Lviv               | Ucrânia   | 2020/21     |
| San Antonio Bulo Bulo   | Bolívia   | 2024        |
| Sportivo Ameliano       | Paraguai  | 2022        |
| Universitario de Vinto  | Bolívia   | 2022        |
| Vinotinto Equador       | Equador   | 2025        |

## Estatísticas

### Por país
| País                 | Antigos | Novos | Total |
| -------------------- | ------- | ----- | ----- |
| Egito                | 5       | 4     | 9     |
| Bolívia              | 2       | 6     | 8     |
| Colômbia             | 7       | 0     | 7     |
| México               | 7       | 0     | 7     |
| Turquia              | 3       | 3     | 6     |
| Argentina            | 2       | 4     | 6     |
| Equador              | 2       | 3     | 5     |
| Honduras             | 5       | 0     | 5     |
| Paraguai             | 3       | 2     | 5     |
| Peru                 | 3       | 2     | 5     |
| Portugal             | 3       | 2     | 5     |
| Ucrânia              | 1       | 4     | 5     |
| Venezuela            | 3       | 2     | 5     |
| Alemanha             | 2       | 2     | 4     |
| Áustria              | 3       | 1     | 4     |
| Costa Rica           | 4       | 0     | 4     |
| Grécia               | 4       | 0     | 4     |
| Irlanda do Norte     | 4       | 0     | 4     |
| Brasil               | 2       | 1     | 3     |
| Chipre               | 3       | 0     | 3     |
| Croácia              | 3       | 0     | 3     |
| Espanha              | 3       | 0     | 3     |
| Uruguai              | 2       | 1     | 3     |
| Bulgária             | 2       | 0     | 2     |
| República Tcheca     | 2       | 0     | 2     |
| Escócia              | 2       | 0     | 2     |
| Países Baixos        | 1       | 0     | 1     |
| Itália               | 1       | 0     | 1     |
| Chile                | 1       | 0     | 1     |
| Bósnia e Herzegovina | 1       | 0     | 1     |
| Israel               | 1       | 0     | 1     |
| Irlanda              | 1       | 0     | 1     |
| Rússia               | 1       | 0     | 1     |
| Luxemburgo           | 1       | 0     | 1     |
| Andorra              | 1       | 0     | 1     |
| Japão                | 0       | 1     | 1     |
| Malta                | 1       | 0     | 1     |
| Total de equipes     | 92      | 40    | 132   |

## Em todas as divisões

### Brasil
No Brasil, há 13 clubes que nunca foram rebaixados por nenhuma divisão nacional:
- Série A - Flamengo, Mirassol e São Paulo
- Série B - Amazonas, Athletic e Novorizontino
- Série C - Anápolis, Botafogo-PB, Floresta, Maringá, Retrô, São Bernardo e Ypiranga de Erechim.